# Mittelelbisches Wörterbuch
Das Mittelelbische Wörterbuch (MeWB) erfasst den mundartlichen Wortschatz eines Gebietes, das den Nordharz, Anhalt, die Magdeburger Börde, die Altmark und das Jerichower Land, ein Streifen östlich der Elbe mit brandenburgischer Mundart, umfasst. Damit wird eine große Lücke in der flächendeckenden lexikographischen Erfassung deutscher Mundarten geschlossen, denn das MeWB stellt die Verbindung zwischen Brandenburg-Berlinischem, Obersächsischem, Thüringischem, Niedersächsischem und Mecklenburgischem Wörterbuch her.

## Charakteristik
Das MeWB ist eines der sog. großlandschaftlichen Dialektwörterbücher des Deutschen und damit auf wissenschaftlicher Grundlage aufgebaut. Es spiegelt den Sprachzustand der 1. Hälfte des 20. Jahrhunderts wider; historische Belege finden nur dann Eingang, wenn sie Belegen aus diesem Zeitraum zugeordnet werden können.
Das Bearbeitungsgebiet stellt keine einheitliche Sprachlandschaft dar. Außer dem Nebeneinander von zurückweichendem Niederdeutsch und vorrückender mitteldeutscher Mundart (Nordthüringisch und Anhaltisch) weist auch das niederdeutsche Gebiet selbst, das den weitaus größten Teil des Bearbeitungsgebietes einnimmt, deutliche Differenzierungen auf (Nordwestaltmärkisch, Nord- und Mittelbrandenburgisch, Elbostfälisch). Daraus ergab sich die Entscheidung für einen doppelten Stichwortansatz: Die niederdeutschen Belege werden als Konstrukte in normalisiertem Niederdeutsch angeführt (basierend auf dem Mittelniederdeutschen), die mitteldeutschen Belege werden (sachlich analog) standardsprachlich angesetzt. Sofern niederdeutsche und mitteldeutsche Belege für eine Wortbedeutung vorliegen, fungiert das niederdeutsche Lemma als Hauptlemma, das standardsprachliche als Verweislemma.

## Geschichte
Das MeWB verdankt seine Entstehung Karl Bischoff. Bischoff war 1935 von Walther Mitzka zunächst mit der Schaffung eines Wörterbuchs des niederdeutschen Teils der Provinz Sachsen beauftragt worden, später wurde das Gebiet auf seine heutige Ausdehnung erweitert. Er nahm diese Aufgabe vorwiegend allein und ohne nennenswerte staatliche Unterstützung in Angriff und führte sie auch über die Kriegsjahre hinweg mit Akribie und großer persönlicher Aufopferung fort. Mit einer umfänglichen Fragebogenerhebung und durch die Auswertung anderer erreichbarer Quellen schuf er eine reichhaltige Materialbasis. Der Fortgang der Arbeiten fand 1958 mit dem Weggang Bischoffs aus der damaligen DDR ein abruptes Ende.
Durch die Einrichtung einer Arbeitsstelle im August 1992 in Halle – zunächst angebunden an die Sächsische Akademie der Wissenschaften zu Leipzig – konnte die Arbeit Bischoffs fortgesetzt werden. Unter der Leitung von Gerhard Kettmann wurden die Bände H–O (2002) und A–G (2008) erarbeitet. Nach dessen Tod 2009 übernahm Hans-Joachim Solms die Leitung des Projekts, das seit 2000 zum Lehrstuhl 'Altgermanistik' des Germanistischen Instituts der Martin-Luther-Universität Halle-Wittenberg gehört. Seit November 2018 ist eine Online-Version der beiden veröffentlichten Bände frei zugänglich. Die Arbeitsstelle einschließlich des Karl-Bischoff-Archivs befindet sich seit September 2019 in der Lutherstadt Wittenberg, wo sie organisatorisch an die Stiftung Leucorea angebunden ist.

## Materialbasis und Quellen
Das Belegmaterial des MeWB umfasst etwa 250.000 Belegzettel, auf denen häufig bereits eine Vielzahl von Einzelbelegen zusammengefasst ist.
Die Belege entstammen Fragebogenerhebungen und vereinzelten Direkterhebungen, daneben Exzerpten aus Wörterbüchern, Ortsgrammatiken und dialektologischer Literatur sowie aus historischen Quellen und Mundartliteratur. Außerdem sind einige Privatsammlungen eingeflossen.

## Publikationsstand
- Band 1 (A – G), 2008, ISBN 978-3-05-004462-0.
- Band 2 (H – O), 2002, ISBN 3-05-003740-7.
- Band 3 (P – Z) in Bearbeitung (bisher liegt die Artikelstrecke P–Schu vor).